# Odisha State Museum
L'Odisha State Museum, à Bhubaneswar est le musée de l'État de l'Odisha, en Inde.
La majeure partie de sa collection est consacrée aux vestiges archéologiques (Sculptures bouddhiques, jaïnes et hindoues ; fragments d'architecture; numismatique) et aux manuscrits. Il comprend également des collections d'histoire naturelle, de géologie et d'ethnologie.